# Methodische Übungsreihe
Eine methodische Übungsreihe ist eine von der Lehrkraft vorgegebene Abfolge von Übungen mit ansteigendem Schwierigkeits- oder Komplexitätsgrad, die nach methodischen Prinzipien ausgewählt werden. Diese ist abzugrenzen von der methodischen Spielreihe, bei der verschiedene Spielformen zum Einsatz kommen. Aufgrund der starken Steuerung durch die Lehrkraft zählt die methodische Übungsreihe zur deduktiven Gestaltung des Sportunterrichts.

## Definition
„Methodische Übungsreihen sind nach methodischen Grundsätzen geordnete Übungsfolgen, die zur Erlernung einer bestimmten motorischen Fertigkeit (Zielübung) oder Aneignung eines bestimmten Ausprägungsgrades motorischer Eigenschaften führen sollen“

## Ablauf
Zu Beginn einer methodischen Übungsreihe können sogenannte vorbereitende Übungen stehen, mit denen erforderliche Grundlagen der Bewegung erarbeitet werden. Den Hauptteil machen die Vorübungen aus, die die Lernenden zur Zielübung hinführen soll. Sie werden nach dem Gesichtspunkt der Bewegungsverwandtschaft ausgewählt und sollten dem Lerner bewusst gemacht werden, damit ein möglichst positiver Transfer der Bewegungen auf die Zielübung stattfinden kann. Vor allem im Turnen findet die methodische Übungsreihe großen Anklang.

## Prinzipien
Größing unterscheidet drei Prinzipien, nach denen eine methodische Übungsreihe aufgebaut werden kann. Beim Prinzip der verminderten Lernhilfe werden die zu Beginn dargebotenen Lernhilfen mit fortschreitendem Übungsverlauf sukzessive abgebaut. Beim Prinzip der graduellen Annäherung geht man von einer gekonnten Bewegung aus und arbeitet sich stufenweise an die Zielübung heran. Zerlegt man die Zielübung oder die angestrebte Bewegung in einzelne Teile, kommt das Prinzip der Aufgliederung in funktionelle Teileinheiten zur Anwendung.